# 宝井琴梅
宝井 琴梅（たからい きんばい）は、講談師の名跡。当代は五代目。
- 初代宝井琴梅 - 不明[1]
- 二代目宝井琴梅 - 文政9年（1826年）生まれ[2]。初代宝井馬琴に入門し、琴梅を名乗る[2]。文久3年（1863年）四代目森川馬谷を襲名[2]。1886年8月10日、死去[2]。
- 三代目宝井琴梅 - 後の三代目宝井琴凌[3]
- 四代目宝井琴梅 - 1878年7月17日生まれ[4]。本名は島村友三郎[4]。四代目宝井馬琴に入門して、琴梅を名乗る[4]。1924年頃、西尾魯山と改名する[4]。1946年頃、死去[4]。
- 五代目宝井琴梅 - 本項にて記述

五代目 宝井 琴梅（たからい きんばい、1941年11月22日 - ）は、講談師。講談協会相談役。

## 経歴
1941年、東京都墨田区に生まれる。都立本所工業高校電気科卒業後溶接工となるが、講談の魅力にとりつかれる。
1966年、十二代目田辺南鶴に入門。前座名は田辺鶴遊。1968年、南鶴師の死去により五代目宝井馬琴門下となり、琴時と改名。1969年、二ツ目に昇進する。
1975年6月真打昇進、五代目宝井琴梅を襲名。

## 芸歴
- 1966年∶十二代目田辺南鶴に入門、「鶴遊」と名乗る。
- 1968年∶南鶴死去に伴い五代目宝井馬琴門下となり「琴時」と改名。
- 1969年∶二ツ目昇進。
- 1975年6月∶真打昇進、「五代目宝井琴梅」を襲名。

## 弟子

### 真打
- 宝井梅福
- 宝井一凜 - 田辺一鶴門下から移籍
- 田辺鶴遊 - 田辺一鶴門下から移籍
- 四代目宝井琴凌